# Östergötlands runinskrifter 247
Östergötlands runinskrifter 247 är en vikingatida gravhäll som förvaras i en magasinsbyggnad vid Vreta klosters kyrka i Linköpings kommun. Objektet är en lockhäll med ristningar i form av dels ornament och dels, utmed kanterna, runor. Den är mycket skadad och består idag av en samling fragment. I källor beskrivs att antalet sådana är 14, men i april 2009 finns bara elva på plats. Av runinskriften återstår endast ett fåtal tecken, vilka inte möjliggör någon omfattande uttolkning. Denna gravhäll hittades 1917.

## Translitterering
I translittererad form blir det som återstår av runinskriften:
...þ : ...(i)l : u...